# Lalli (tidning)
Lalli var en finländsk dagstidning som utgavs åren 1917–2009, den var organ för Centern i Finland. Tidningens utgivningsområde var främst Kumo älvdal och landskapet Satakuntas södra delar. Lalli hade upsprungligen Raumo som utgivningsort men flyttade 1920 till Kumo och 1995 till Björneborg där den verkade till 2009 när utgivningen upphörde och verksamheten slogs ihop med Centerns huvudorgan Suomenmaa.
Lalli uppkallades efter bonden Lalli som enligt traditionen dräpte Biskop Henrik år 1156.